# Église Saint-Jean de Wurtzbourg

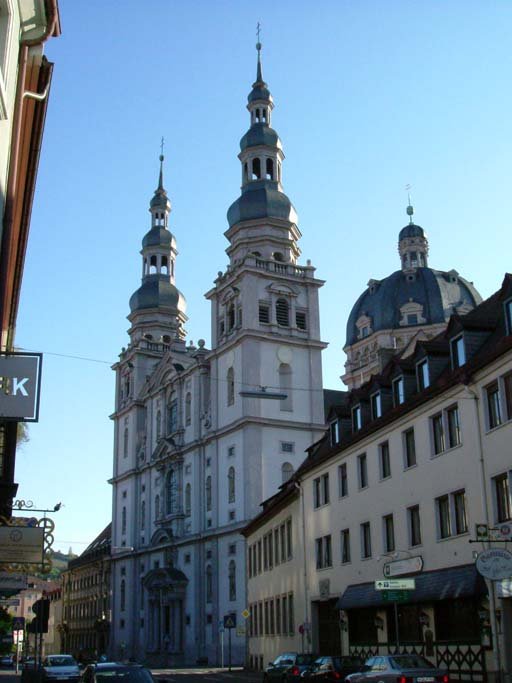
Église Saint-Jean de Wurtzbourg

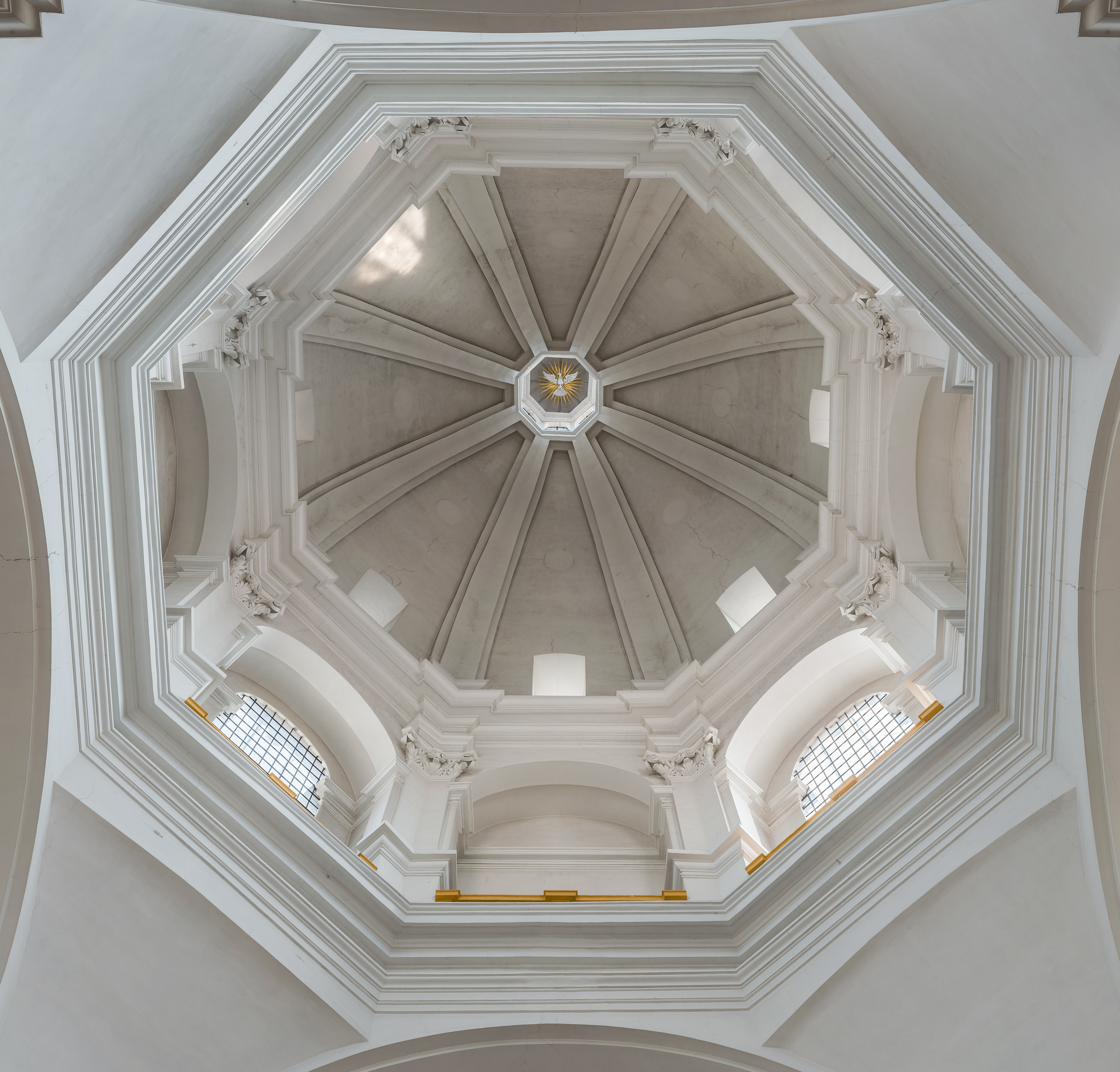
Coupole de l'Église Saint-Jean de Wurtzbourg

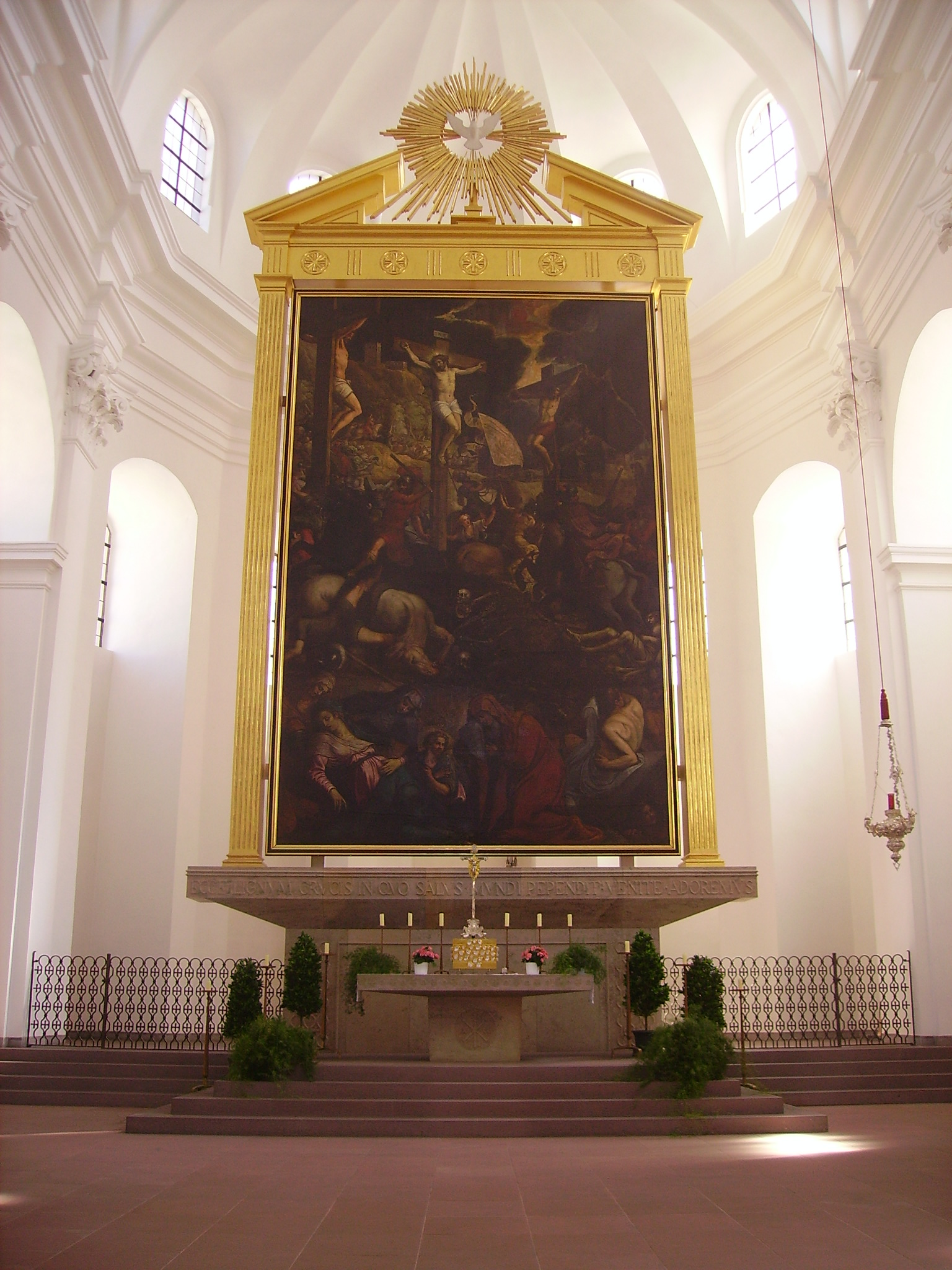
Autel et Crucifixion du Tintoret

L'église Saint-Jean de Würtzbourg est consacrée aux saints Jean le Baptiste et Jean l'Évangéliste. Après la sécularisation en 1803, l'église collégiale se trouvant dans le quartier de Haug, à Wurtzbourg, dont elle est devenue l'église paroissiale, est appelée aussi collégiale de Haug.

## Premières constructions
L'église est mentionnée la première fois en 1002 comme église des « seigneurs de la montagne ». Le nom de haug vient de houc et donnera ensuite Hügel (colline). Elle est fondée autour de l'an 1000 et l'évêque Henri la consacre. Cette première église se trouvait à quelques centaines de mètres au nord de l'actuelle gare centrale de Wurtzbourg. En 1657, Jean-Philippe de Schönborn décide de la raser pour laisser place à une église baroque.

## La nouvelle église
Construite entre 1670 et 1691, l'église de Haug est la première grande église de l'époque baroque en Franconie. Elle est l'œuvre de l'architecte italien Antonio Petrini. L'église ressemble de loin à la basilique Saint-Pierre avec sa coupole qui s'élève au-dessus de la croisée du transept à soixante mètres après d'importants travaux pour l'époque ; pendant des années, la population a craint qu'elle ne s'effondre. Au point le plus élevé à l'intérieur, on peut voir la représentation d'une colombe.

## Église paroissiale
En 1803, la collégiale de Haug est dissoute lors de la sécularisation. L'église collégiale devient église paroissiale.

## La rénovation après la Seconde Guerre mondiale

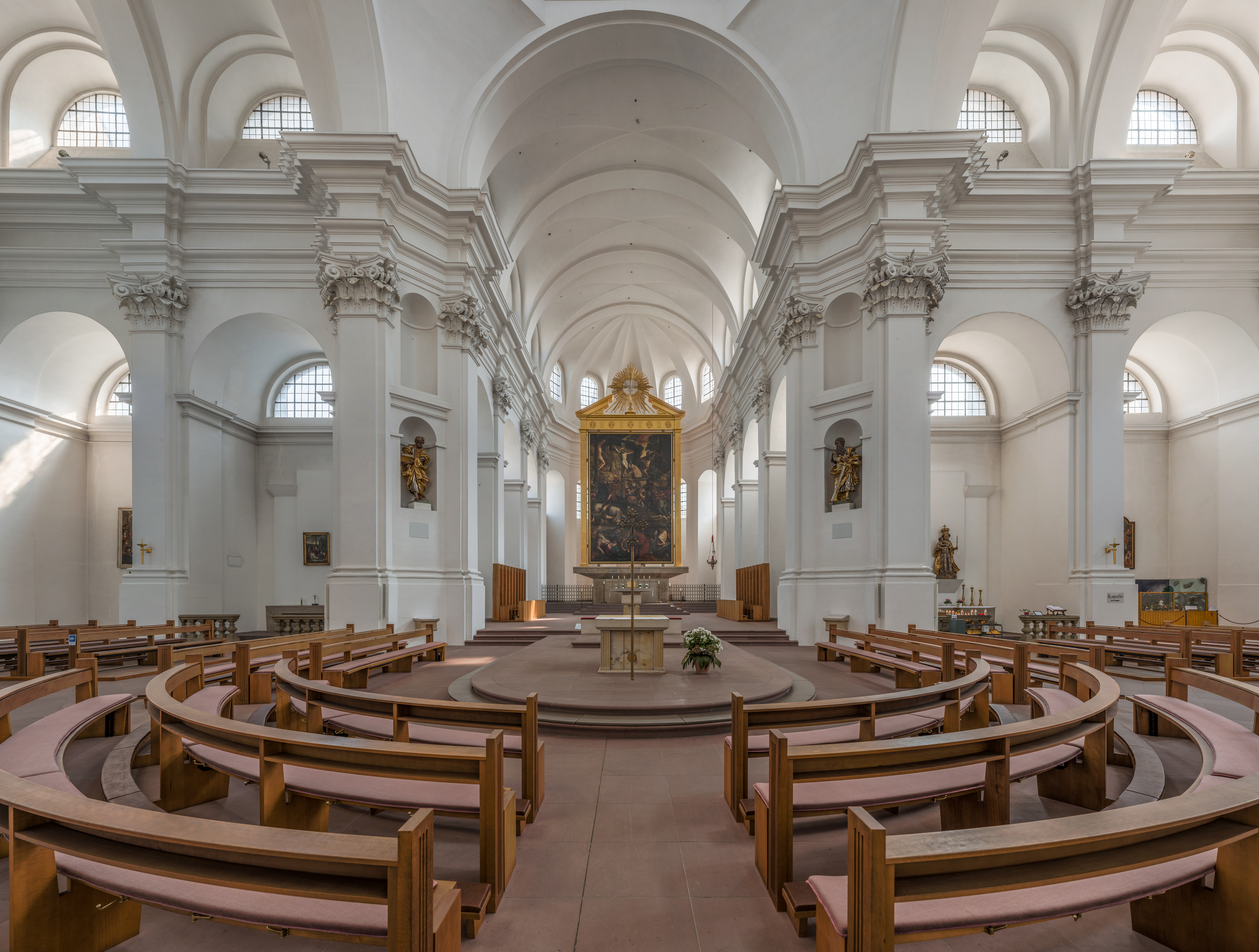
Intérieur de l'église.

L'église et son riche intérieur baroque brûlent sous le bombardement de Wurtzbourg du 16 mars 1945. Toutes les fresques et le mobilier baroque ont disparu. En 2005, la rénovation complète de l'intérieur est enfin achevée. Les reliques de trois saints se trouvent dans l'autel en pierre, Burchard de Wurtzbourg, Brunon de Wurtzbourg et Liborius Wagner. La peinture du retable est une crucifixion du Tintoret datant de 1583. Le sculpteur Dietrich Klinge a composé une croix d'art contemporain.

### L'orgue
L'église accueille souvent des concerts d'orgue. L'orgue a été construit en 1971 par la manufacture d'orgue Johannes Klais.

## Source, notes et références
- (de) Cet article est partiellement ou en totalité issu de l’article de Wikipédia en allemand intitulé « Kollegiatstift Haug » (voir la liste des auteurs).